# Петропавловка (Новониколаевский район)
Петропавловка (укр. Петропавлівка) — село,
Подгорненский сельский совет,
Новониколаевский район,
Запорожская область,
Украина.
Код КОАТУУ — 2323684006. Население по переписи 2001 года составляло 112 человек.

## Географическое положение
Село Петропавловка находится на левом берегу реки Солёная,
выше по течению на расстоянии в 1,5 км расположено село Родинское,
на противоположном берегу — село Подгорное.
По селу протекает пересыхающий ручей с запрудой.
Рядом проходит автомобильная дорога Н-15.